# Bernardino de Sahagún
Bernardino de Sahagún (Sahagún, España, c. 1499 - Tlatelolco, México, 5 de febrero de 1590) fue un misionero franciscano, autor de varias obras en náhuatl y en castellano, consideradas hoy entre los documentos más valiosos para la reconstrucción de la historia y la cultura del México antiguo antes de la llegada de los españoles.
De entre sus escritos destaca la Historia general de las cosas de la Nueva España, verdadero monumento etnográfico, compuesto de doce libros, que apenas tiene precedentes comparables en ninguna lengua. Sahagún fue, a juicio de Jerónimo de Mendieta, el más experto de todos en náhuatl.Por todo ello, merece ser reconocido como protoantropólogo, digno antecedente de los antropólogos modernos.

## Biografía
Su nombre original fue Bernardo de Rivera, Ribera o Ribeira. Hacia 1520 se trasladó a Salamanca para estudiar en su universidad, por entonces un centro de irradiación del Renacimiento en España. Allí aprendió latín, historia, filosofía y teología.
Hacia mitad de la década, decidió entrar en la orden franciscana, y probablemente fue ordenado hacia 1527. Dos años después, en 1529, partiría hacia la recién conquistada Nueva España (México) en misión con otra veintena de frailes, encabezados por fray Antonio de Ciudad Rodrigo.

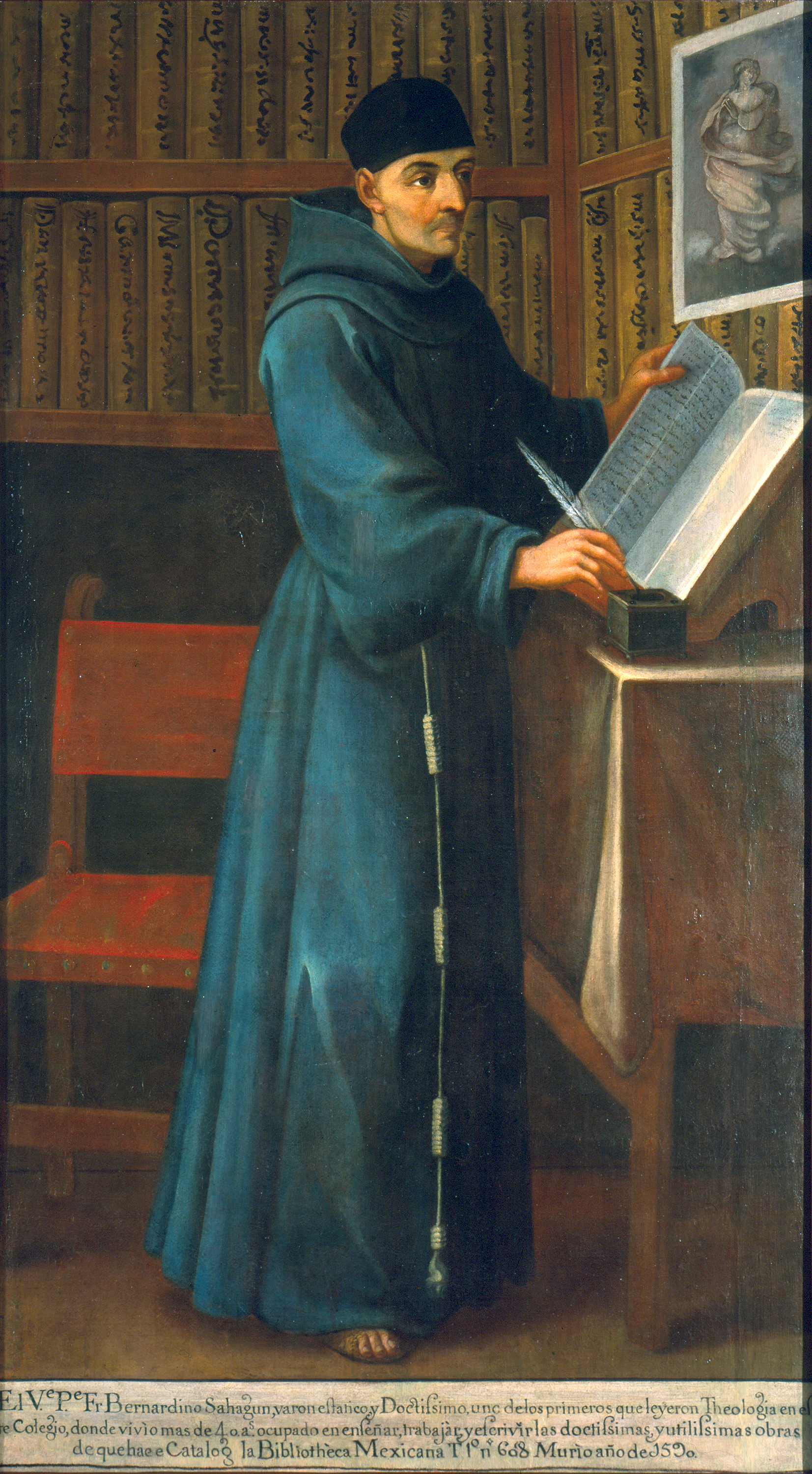
Bernardino de Sahagún.

Sus primeros años en la Nueva España trascurrieron en Tlalmanalco (1530-1532), para luego ser guardián (y probablemente fundador) del convento de Xochimilco (1535). En 1536 y por orden real, el arzobispo de México Juan de Zumárraga funda el imperial Colegio de la Santa Cruz de Tlatelolco. Desde el comienzo, el fraile franciscano enseñará latín allí.
El propósito del Colegio era la instrucción académica y religiosa de jóvenes nahuas, fundamentalmente aquellos hijos de pipiltin (nobles) sobrevivientes a la invasión de sus tierras. Con algunas interrupciones, fray Bernardino estuvo vinculado al Colegio hasta su muerte. Allí formó discípulos que luego serían sus colaboradores en sus investigaciones sobre la lengua y la cultura nahuas; los nombres de algunos de ellos son conocidos: Antonio Valeriano, de Azcapotzalco; Martín Jacobita y Andrés Leonardo, de Tlatelolco y Alonso Bejarano, de Cuautitlán.
Pasó luego por los conventos de Xochimilco, Huejotzingo y Cholula; fue misionero en las regiones de Puebla, Tula y Tepeapulco (1539-1558); definidor provincial y visitador de la Custodia de Michoacán (1558). Pero desde 1547 se consagró casi totalmente a la construcción de su obra histórico-antropológica. Obra que habría de traerle no pocos problemas: en 1577 (o 1578) sus trabajos fueron confiscados por orden real, probablemente por temor a que el valor que Bernardino asignaba al estudio de la cultura de los antiguos mexicanos y a que sus métodos misionales que, en cierta medida, respetaban las costumbres ancestrales, pudieran ser un obstáculo para la evangelización.
Una parte de la campaña en su contra pudo venir de sectores religiosos disconformes con sus métodos misionales, pero no fueron las razones religiosas las más importantes y que llevaron a impedir la publicación de su obra, sino políticas. Esto es demostrado por el hecho que las tres copias que fray Bernardino hizo del trabajo acabasen en la Biblioteca del Palacio Real de Madrid (dos de ellas fueron regaladas por los reyes posteriores), y no en archivos religiosos. La situación de la España de la segunda mitad del siglo XVI era de intolerancia ante el avance protestante. En este clima, no podían ser bien vistas por las autoridades coloniales las investigaciones de Sahagún sobre el mundo azteca, considerado pagano por los europeos.
Actualmente existe una ciudad industrial en el Estado de Hidalgo que lleva su nombre, Ciudad Sahagún, en su honor.

## Obras

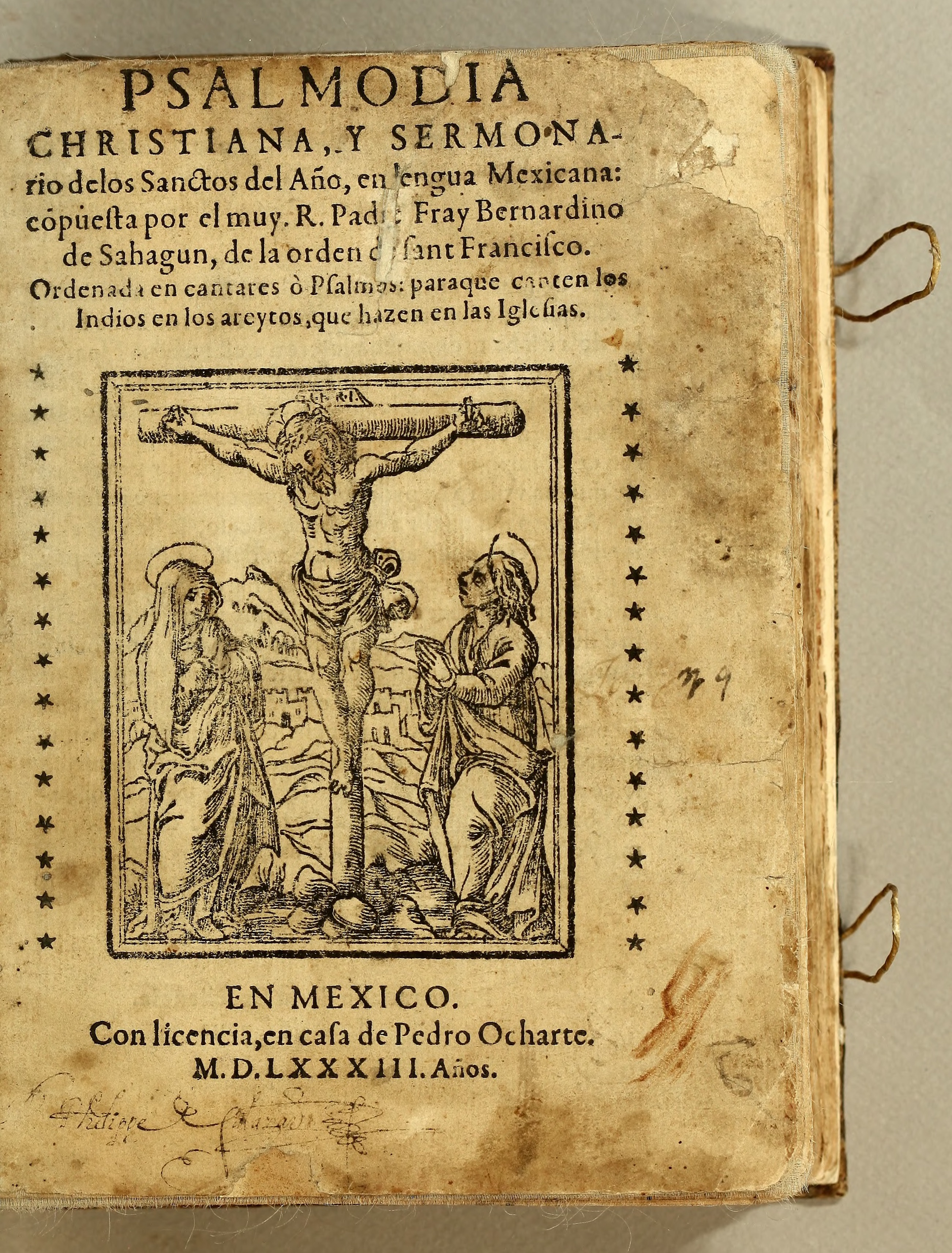
Portada de Psalmodia Christiana, 1583

Durante su larga vida, fue autor de un gran número de obras en náhuatl, español y latín. La única impresa durante su vida fue Psalmodia cristiana y Sermonario de los Santos del año, en lengua mexicana, ordenado en cantares o psalmos para que canten los indios en los areytos que hacen en las Iglesias, México, 1583. Este texto se divide en dos partes, En la primera se encuentra una breve doctrina cristiana, haciendo a su vez la función de introducción.
En cuanto a la segunda parte que es la más extensa, se encuentran los cantares o salmos ordenados por los meses del año y divididos en estrofas. En este se señalan las fiestas de cristo, la virgen y alguno de los santos, pero de estos últimos no los escoge a todos, sino que fue selectivo. Pues tuvo en cuenta que fueran misioneros en otros lugares cercanos que le servían para formarse.
Escribió además: Evangelario en lengua Mexicana; Sermonario de dominicas y de santos en lengua mexicana; Postillas sobre las Epístolas y Evangelios de los Domingos de todo el año, con la colaboración de sus alumnos de Tlatelolco; Tratado de la Retórica y Teología de la gente mexicana, también náhuatl; Coloquios y Doctrina Cristiana con que los doce frailes de San Francisco enviados por el papa Adriano VI y por el emperador Carlos V convirtieron a los indios de la Nueva España; Arte de la lengua mexicana, con su vocabulario aprendiz; Vida de San Bernardino de Siena, en náhuatl; Tratado sobre el matrimonio dentro del Manual del Cristiano; un Calendario; Arte adivinatoria;  y un Vocabulario trilingüe.
Pero su obra monumental, que le llevó treinta años de arduo trabajo, son las tres versiones de la Historia general de las cosas de la Nueva España que, con loable empeño, y recogiendo la tradición oral que le trasmitían sus alumnos, enviaba al Consejo de Indias para su publicación, el cual lo archivaba por razones políticas. Los tres ejemplares acabaron en la Biblioteca del Palacio Real de Madrid, donde todavía se conserva una.
Otra de ellas, compuesta de doce libros es conocida también como Códice florentino porque uno de los manuscritos, después de innúmeras peripecias, terminó en la Biblioteca Medicea Laurenciana de Florencia. La obra, escrita al principio en náhuatl y luego traducida por el propio autor al español y que desde el punto de vista indígena es un tesoro de conocimientos etnográficos, arqueológicos e históricos, no se publicó hasta el año 1829.
Este escrito consta de 12 libros, cada uno trata de un tema en específico permitiendo que se conociera de la vida de los indígenas de esa época. El primero se basa en los dioses que estos adoraban. El segundo sobre las fiestas, calendarios, sacrificios, entre otros aspectos que dejaban entrever la parte cultural. El tercero es complemento del primer libro, debido a que este se basa en como se dio el inicio de los dioses, es decir, se profundiza más. En el cuarto se cuenta como ellos sabían que días iban a ser buenos y cuales no. El quinto señala los pronósticos que se utilizaban para adivinar el futuro. El sexto cuenta con los términos retórica, teología, filosofía y las virtudes morales. El séptimo, sobre la astronomía y la filosofía pero desde el punto de vista natural. El octavo indica las formas de gobierno y los reyes. El noveno refleja el sistema mercantil que llevaban los nahuas. El décimo relata las enfermedades, los vicios y las partes del cuerpo. El undécimo indica la riqueza natural que estos poseían, como por ejemplo las aves, peces, árboles, flores, hierbas, entre otros. finalmente el libro doce en el cual se expone el proceso de conquista de México desde el punto de vista de los indígenas.
   

Por su método de trabajo, basado en la recolección en las fuentes de testimonios de los ancianos, el análisis detallado, y la compilación bilingüe (náhuatl-español), y por los resultados que obtuvo al investigar sobre la cultura de los antiguos mexicanos, autores como León-Portilla y Garibay lo han considerado el primer antropólogo de América.

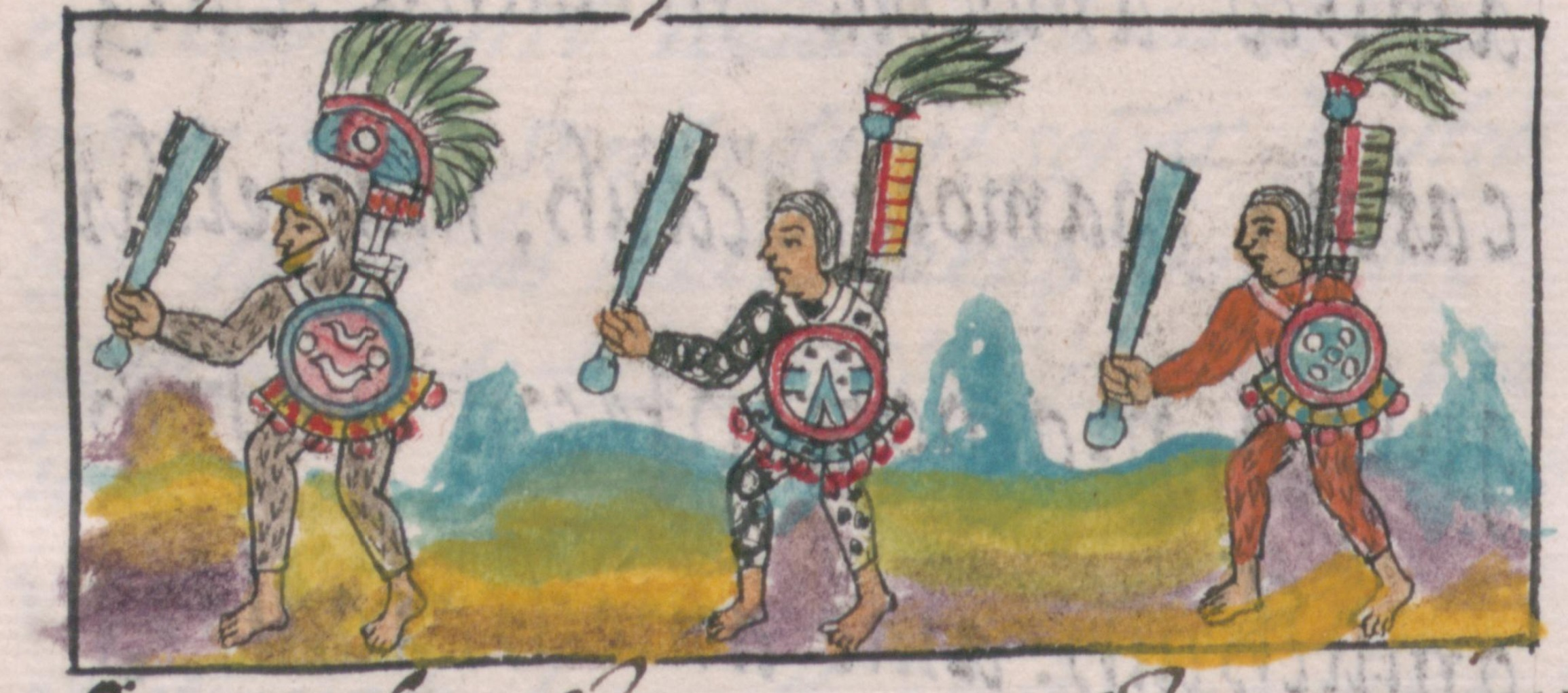
Un dibujo que se encuentra dentro del Códice Florentino.

El etnólogo Miguel Acosta Saignes afirma por ejemplo: 

Sahagún fue un genial precursor de la etnografía... Con irreprochable método que siglos más tarde habría de hacer suyo la etnografía, Sahagún preparó una sinopsis de la obra que se proponía, para recoger, conforme a ella, el material necesario. Consultó informantes, a quienes consideró absolutamente idóneos, y sometió el material recogido y elaborado a sucesivos mejoramientos hasta cuando, ya cernido, consideró suficiente su empeño. Deseoso de no faltar a la verdad y para que cada quien pudiese en el futuro juzgar sobre su atingencia, anotó las circunstancias en las cuales recogió informes, los nombres y conocimientos de quienes con él trabajaron y los repasos a los cuales hubo de someter la Historia.

Este juicio de imparcialidad no es unánime: algunos académicos sostienen que Sahagún tuvo su parte en el proceso de demonización de la religión de los antiguos mexicanos, y en la transculturación de los pueblos subyugados. Si bien no hay evidencia de que haya participado en la destrucción física de los monumentos nahuas (como sí lo hizo su colega franciscano Pedro de Gante), como evangelizador contribuyó a la eliminación del antiguo orden indígena.[cita requerida]